# 代幣

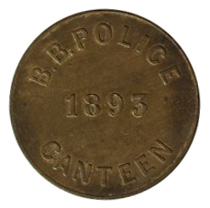
貝專納邊防隊使用的代幣，於1893年鑄造

代幣（Token coin）是一種形狀及尺寸類似貨幣，但限制使用範圍、不具通貨效力的物品。代幣通常需要以金錢換取，用在商店、遊樂場、賭場、大眾運輸工具等地方，做為憑證以使用服務、換取物品等。代幣的材質以金屬或塑膠為主。
一枚法定的代幣通常是由政府機關及私人機構所發行。不過，由於現金，銀行卡，信用卡，電子交易的普及，代幣已逐漸過時，並且被取代。

## 另見
- IC代幣
- 籌碼
- 私營貨幣